# Gallipolis
Gallipolis is een plaats (city) in de Amerikaanse staat Ohio, en valt bestuurlijk gezien onder Gallia County.

## Demografie
Bij de volkstelling in 2000 werd het aantal inwoners vastgesteld op 4180.
In 2006 is het aantal inwoners door het United States Census Bureau geschat op 4221, een stijging van 41 (1.0%).

## Geografie
Volgens het United States Census Bureau beslaat de plaats een oppervlakte van
10,0 km², waarvan 9,4 km² land en 0,6 km² water. Gallipolis ligt op ongeveer 208 m boven zeeniveau.

## Plaatsen in de nabije omgeving
De onderstaande figuur toont nabijgelegen plaatsen in een straal van 24 km rond Gallipolis.